# Арраньо Асеведо, Хосе
Хосе́ Арра́ньо Асеве́до (исп. José Santos Arraño Acevedo, 14 октября 1921 — 24 ноября 2009) — писатель и историк из Пичилему, более всего известный своими книгами по истории города.

## Биография

### Жизнь

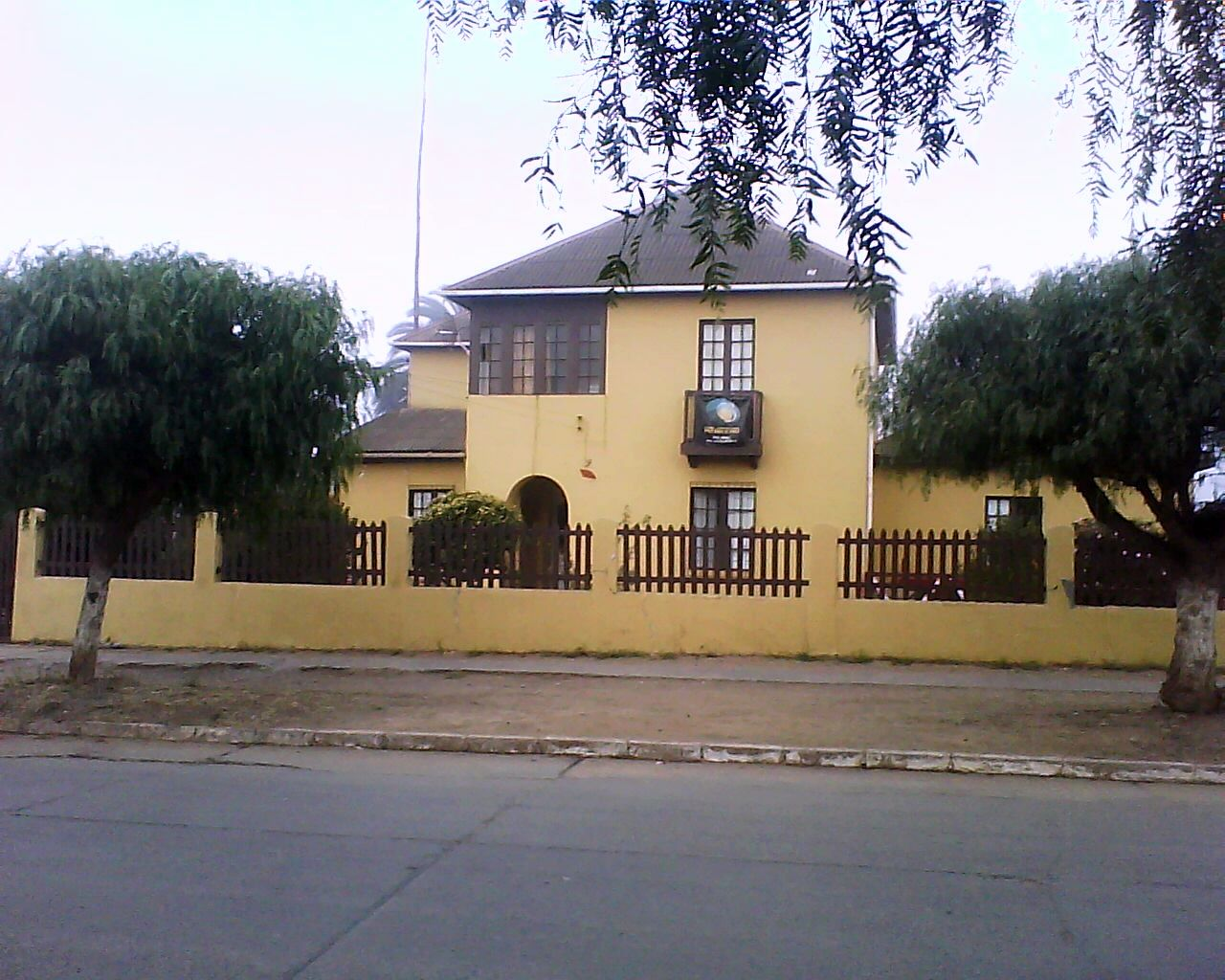
Дом Хосе Арраньо в Пичилему.

Он был одним из 12 сыновей Хосе Луиса Арраньо Ортеса и Марии Соледад Асеведо Каро.
В детстве он жил в Пичилему и позже начал учиться в школе «Лос-Эрманос-Маристас» в Сан-Фернандо и в духовной семинарии в Сантьяго.
Он часто печатался в газетах Сантьяго, в статьях, посвящённых провинции Кольчагуа, и в них всегда подчёркивал красоту и исторические корни этой местности. Его публиковали в таких газетах, как Las Últimas Noticias или La Época, и в десятках других региональных изданий, которые сотрудничали с Арраньо как с наиболее серьёзным историком Пичилему и подчёркивали значимость его статей для развития местного туризма. Всего его статьи были собраны в двух книгах: «Пичилему и его туристические окрестности» и «Люди и дела Пичилему», а также во множестве вышли в радиопрограмме, которую он вёл почти десяток лет.
В то время одной из его знаменитых цитат стала: «Как прекрасен Пичилему!»

### Смерть
21 ноября 2009 года он был помещён в больницу Пичилему и умер там спустя три дня от воспаления лёгких, находясь в возрасте 88 лет.
До похорон с 24 до 25 ноября 2009 г. его тело находилось в Пичилемском приходе Непорочного зачатия и 25 ноября 2009 года захоронено на городском кладбище Пичилему.

## Книги
- Pichilemu y sus alrededores turísticos, 1999.
- Hombres y cosas de Pichilemu